# Municipal Borough of Southall

Southall in der früheren Grafschaft Middlesex

Der Municipal Borough of Southall war ein Bezirk im Ballungsraum der britischen Hauptstadt London. Er existierte von 1891 bis 1965 unter verschiedenen Bezeichnungen und lag im Zentrum der ehemaligen Grafschaft Middlesex.

## Geschichte
Southall Norwood war ursprünglich ein Civil parish in der Harde (hundred) Elthorne. 1891 wurde ein städtischer Gesundheitsdistrikt (urban sanitary district) mit erweiterten Befugnissen im Infrastrukturbereich geschaffen. 1894 rekonstituierte sich der Gesundheitsdistrikt als Urban District. Dieser wiederum erhielt 1936 den Status eines Municipal Borough. Im selben Jahr erfolgte auch die Umbenennung in Southall.
Bei der Gründung der Verwaltungsregion Greater London im Jahr 1965 entstand aus der Fusion der Municipal Boroughs Acton, Ealing und Southall der London Borough of Ealing.

## Statistik
Die Fläche betrug 2608 acres (10,55 km²). Die Volkszählungen ergaben folgende Einwohnerzahlen:
| Jahr      | 1901   | 1911   | 1921   | 1931   | 1951   | 1961   |
| Einwohner | 13.200 | 26.323 | 30.287 | 38.940 | 55.896 | 52.983 |